# Rhododendron korthalsii
Rhododendron korthalsii är en ljungväxtart som beskrevs av Friedrich Anton Wilhelm Miquel. Rhododendron korthalsii ingår i släktet rododendron, och familjen ljungväxter. Inga underarter finns listade i Catalogue of Life.